# Eve Corona
Eve Corona est une corona, formation géologique en forme de couronne, située sur la planète Vénus par -32° S et 359,8° E. Elle est localisée dans le quadrangle de Lavinia Planitia. Elle a été nommée en référence à Ève, Prénom hébreu, nom changé à partir de Ève (cratère). 

## Géographie et géologie
Eve Corona couvre une surface circulaire d'environ 330 km de diamètre. 